# Roberto de Assis Moreira
Roberto de Assis Moreira, noto come Assis (Porto Alegre, 10 gennaio 1971), è un procuratore sportivo ed ex calciatore brasiliano, di ruolo centrocampista. È stato il procuratore di suo fratello Ronaldinho.

## Carriera
Iniziò la carriera nel Grêmio, giocandovi dal 1987 al 1992, prima di trasferirsi al Sion, in Svizzera. Nel club svizzero si mise in evidenza, conquistando titoli nazionali come il campionato svizzero di calcio e la Coppa Svizzera, attirando l'attenzione dei portoghesi dello Sporting. Nel 1996 però, solo un anno dopo il trasferimento allo Sporting, tornò in Brasile, al Vasco da Gama di Rio de Janeiro, dove giocò il Campionato Carioca.
Nello stesso anno passò poi al Fluminense, per giocare il campionato nazionale. Alla scadenza del contratto, tornò al Sion in Svizzera, salvo poi tornare dopo un anno in Portogallo, all'Estrela Amadora. Nel 1998 giocò in Giappone con il Consadole Sapporo, nel 1999 in Messico con i Tecos UAG, mentre nel 2000 tornò in patria per giocare nel Corinthians. Nel 2002 si ritirò per seguire come agente suo fratello, Ronaldinho.

### Nazionale
Ha giocato nelle selezioni Under-17 e Under-20 del Brasile, totalizzando in tutto 6 presenze con la maglia di quest'ultima, partecipando al campionato del mondo Under-20 1989.

### Dopo il ritiro
Dal 2006 è presidente del club Porto Alegre che gioca nel Campionato Gaúcho. Collabora anche con la società del Milan per scoprire nuovi talenti nel Sudamerica.

### Controversie
Nel 2020 è stato arrestato in Paraguay assieme al fratello Ronaldinho.

## Palmarès

### Club

#### Competizioni statali
- Campionato Gaúcho: 3

Grêmio: 1988, 1989, 1990

#### Competizioni nazionali
- Coppa del Brasile: 1

Grêmio: 1989
- Supercoppa di Portogallo: 1

Sporting: 1995
- Campionato svizzero: 2

Sion: 1995-1996, 1996-1997
- Coppa Svizzera: 3

Sion: 1995, 1996, 1997

### Nazionale
- Campionato sudamericano di calcio Under-20: 1

1988